# Olivina
Olivina är en udde i Antarktis. Den ligger i Sydorkneyöarna. Argentina och Storbritannien gör anspråk på området.
Terrängen inåt land är bergig åt nordost, men åt sydväst är den kuperad. Havet är nära Olivina söderut. Trakten är obefolkad. Det finns inga samhällen i närheten. 